# FK Dinamo Samarcanda
El FK Dinamo Samarcanda (en uzbeko: FK Dinamo Samarqand) es un club de fútbol de la ciudad de Samarcanda, Uzbekistán. Fue fundado en 1960 y juega en la Liga Uzbeka.

## Historia

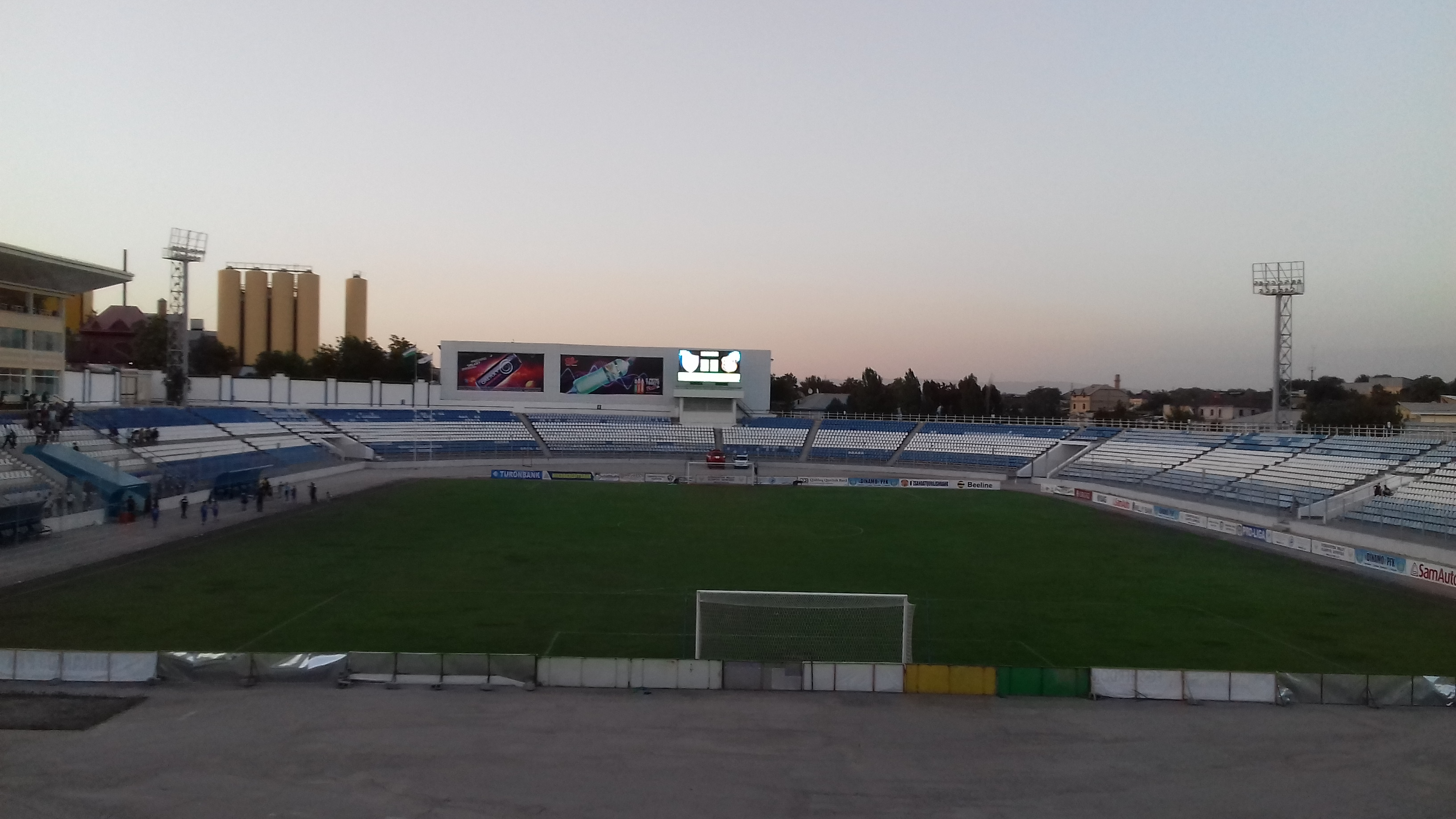
Estadio Dinamo de Samarcanda.

El FK Dinamo Samarkanda es uno de los clubes más antiguos de Uzbekistán, fundado en 1960. El club comenzó a jugar en una de las zonas regionales de la Segunda Liga Soviética. En 1992 ascendió a la liga de Uzbekistán bajo el nombre de Maroqand Samarcanda. Entre 1994 y 1998 el club compitió en la segunda división uzbeka. La temporada 2000 fue una de las más exitosas para el Dinamo Samarcanda ya que fue subcampeón de la Copa de Uzbekistán, perdiendo en la final ante el FC Dustlik y terminó la liga en cuarto lugar, su mejor resultado hasta la fecha.

### Cambios de nombre
- 1960 — 1963: Dinamo Samarqand
- 1963 — 1967: Spartak Samarqand
- 1967 — 1968: Sogdiana Samarqand
- 1968 — 1970: FK Samarqand
- 1970 — 1976: Stroitel Samarqand
- 1976 — 1991: Dinamo Samarqand
- 1991 — 1993: Maroqand Samarqand
- 1993 — 1997: Dinamo Samarqand
- 1997 — 1998: Afrosiyob Samarqand
- 1998 — 2000: FK Samarqand
- 2000 — 2008: FK Samarqand-Dinamo
- 2008 — hoy: FK Dinamo Samarqand

## Entrenadores
- Berador Abduraimov (1980–81)
- Nikolai Kiselev (1985–86)
- Aleksandr Ivankov (1987–88)
- Vladimir Fedin (1989)
- Shavkat Akhmerov (1990)
- Yuriy Mamedov (1990)
- Rustam Istamov (1991)
- Nikolai Soloviev (1992)
- Rustam Istamov (1993)
- Khakim Fuzailov (2000–02)
- Berador Abduraimov (2003)
- Tachmurad Agamuradov (2007–08)
- Viktor Djalilov (2009–11)
- Ahmad Ubaydullaev (2011–12)
- Islom Ahmedov (2012-)